# 津野米咲
津野米咲（日语：／ Tsuno Maisa，1991年10月2日—2020年10月18日）是日本词曲作家、吉他手，為乐队红色公园成员。

## 简介
津野出生于音乐世家，祖父为作曲家津野阳二，父亲为作曲家津野刚司，母亲、两个哥哥也都擅长乐器。
2010年津野加入乐队红色公园开始正式音乐活动，在乐队内担任歌曲的创作和制作。2012年曾因身体原因短暂休养。
2013年津野作词作曲的歌曲《Joy!!》成为香取慎吾主演电视剧《幽靈女友》的主题曲，并作为SMAP的第50张单曲发售，一下知名度跃升。
2020年与KANA-BOON主唱谷口鲔组成组合“wasabi”，并制作了歌曲《sweet seep sleep》。
2020年10月18日，被发现在家中失去意识，送医后确认死亡。根据现场情况，被认为是自杀。

## 作品
红色公园的相关作品请参阅红色公园#作品
乐曲提供
- 南波志帆（作詞・編曲）（作詞）（作詞・作曲）
- SMAP《Joy!!》（作詞・作曲）
- （作曲）
- Babyraids Japan（作詞・作曲）
- 遠藤舞《MUJINA》（作詞・作曲・演奏参加）
- 住岡梨奈（作詞・作曲・編曲）
- 竹達彩奈（作詞・作曲・編曲）
- BŌMI（作曲）
- 早安少女組。'16《泡沫般的周六夜! 》（作詞・作曲）
- Buono!（作詞・作曲）
- Kobushi Factory《TEKI》（作詞・作曲）
- Tsubaki Factory（作詞・作曲）
- 鈴木愛理（《鈴木愛理×赤い公園》名義、作詞・作曲・編曲）
- DIALOGUE+《Domestic Force!!》（作詞）
- 入野自由《Sunny Side Story》（作詞・作曲）

广告歌
- 乐敦制药
- 加美乃素本舗
- Japan（日语：ジャパン (チェーンストア)）

## 演出节目

### 广播
- 黃昏樂園（日语：ゆうがたパラダイス）（2016年4月6日 - 2020年10月14日、周三DJ、NHK-FM）